# Czerteż (szczyt w Gorcach)
Czerteż (937 m) – szczyt w Gorcach.
Czerteż znajduje się w południowym grzbiecie szczytu Trzy Kopce opadającym do Knurowskiej Przełęczy. Grzbiet ten oddziela dolinę Potoku Knurowskiego (po południowo-zachodniej stronie) od doliny Furcówki (po północno-wschodniej stronie). Od góry w dół kolejno znajdują się w nim szczyty: Trzy Kopce, Kiczora, Stusy i Czerteż.
Czerteż to podrzędny szczyt, ale o dużym znaczeniu dla geodetów, znajduje się bowiem na nim znak graniczny. Jest całkowicie porośnięty lasem. Dawniej jednak na jego południowym stoku było kilka polan. Na mapie Geoportalu zaznaczone są polany: Kaszubowa, Miśkowska, Kowalowska, Cyrlica, Piekło, Wyzyskowa, obecnie już zarośnięte lasem.
Przez szczyt i grzbietem Stusów biegnie granica między wsiami Łopuszna i Ochotnica Górna w powiecie nowotarskim w województwie małopolskim, oraz Główny Szlak Beskidzki.

## Szlak turystyczny
Główny Szlak Beskidzki, odcinek: Knurowska Przełęcz – Karolowe – Czerteż – Stusy – Zielenica – Hala Nowa – Hala Młyńska – Kiczora – Trzy Kopce – Polana Gabrowska – Hala Długa – Turbacz. Odległość 8,5 km, suma podejść 610 m, suma zejść 140 m, czas przejścia 3 godz., z powrotem 2 godz. 5 min.